# مارلون باترسون
مارلون باترسون (بالإنجليزية: Marlon Patterson)‏ (24 يونيو 1983 في المملكة المتحدة - ) هو لاعب كرة قدم بريطاني في مركز الدفاع. لعب مع نادي ييدينغ ‏ وHiston F.C. ‏ ونادي بروملي وهايز وييدينغ يونايتد ‏ ونادي تشيلمسفورد وكارشالتون أثلتيك وكراي واندررز ونادي فيشر أثليتيك وThurrock F.C. ‏ وبكنهام تاون ‏ وداغنهام وريدبريدج وهاستينغز يونايتد ودولويتش هاملت وغرايز أتلاتيك ‏ وويلينج يونايتد.

## وصلات خارجية
- مارلون باترسون على موقع قاعدة بيانات كرة القدم.إي يو (الإنجليزية)
- مارلون باترسون على موقع Soccerbase.com (لاعب) (الإنجليزية)